# John Duncombe
John Duncombe (1622 - 4 mars 1687) est un homme politique anglais qui siège à la Chambre des communes de 1660 à 1679. Il est chancelier de l'échiquier entre 1672 et 1676.

## Biographie
Il est le fils de William Duncombe de Battlesden et de son épouse Elizabeth Poyntz, fille de John Poyntz de South Ockendon, Essex et est baptisé le 29 juillet 1622. Il fait ses études au Collège d'Eton et au St John's College, à Cambridge. Il est fait chevalier en 1648.
En 1660, il est élu député de Bury St Edmunds au Parlement de la Convention. Il est réélu député de Bury St Edmunds en 1661 au Parlement cavalier. Il est Chancelier de l'Échiquier du 22 novembre 1672 au 2 mai 1676.